# بام هال
بام هال هي صانعة أفلام وفنانة وكاتِبة كندية، ولدت في 1951.

## وصلات خارجية
- بام هال على موقع IMDb (الإنجليزية)